# Motore V6 DMAX
Il motore DMAX V6 è un motore diesel prodotto dal 2001 al 2008 dalla casa automobilistica giapponese Isuzu.

## Caratteristiche
È un motore diesel progettato dalla Isuzu per vetture di fascia medio-alta. Nel 1998 General Motors e Isuzu hanno creato DMAX, una joint venture 60-40 con lo scopo di progettare e produrre motori diesel (tra i quali anche motori V8 destinati ad autocarri).
Le caratteristiche principali sono:
- architettura di tipo V6
- impostazione dimensionale di tipo superquadro
- cilindrata di 2958 cm³
- alesaggio e corsa di 87.5 x 82 mm
- rapporto di compressione pari a 18.5:1
- angolo di 66° tra le bancate
- quattro valvole per cilindro con 2 alberi a camme in testa per bancata
- distribuzione primaria a cascata di ingranaggi e secondaria a cinghia dentata
- alimentazione ad iniezione diretta con tecnologia common rail
- sovralimentazione mediante turbocompressore a geometria variabile con intercooler

Il propulsore eroga 177 CV a 4400 giri/min con coppia di 350 Nm a 1800 giri/min. Nel 2006, dopo alcune modifiche, eroga 181/184 CV a 4000 giri/min con 400 N·m di coppia a 1800 giri/min. È stato installato su vetture di differenti casa automobilistiche:
- Saab 9-5 Mk1 3.0 TiD (2001-05)
- Renault Vel Satis 3.0 V6 dCi (dal 2002-08)
- Renault Espace Mk4 3.0 V6 dCi (2003-08)
- Opel Vectra C ed Opel Signum 3.0 V6 CDTI (2003-08)

Volendo spiegare la connessione tra queste case automobilistiche, si ricorda che Saab e Opel appartenevano al gruppo automobilistico statunitense General Motors; con quest'ultimo la Renault avviò a metà anni novanta una joint venture finalizzata alla produzione di veicoli commerciali leggeri; grazie a tale alleanza la casa francese usufruì di questo propulsore. Anche il Gruppo Fiat, avendo stretto un'alleanza con il colosso americano, aveva previsto l'inserimento di questo motore nella gamma della Lancia Thesis ma alla fine questo non accadde. Si ricorda che questo motore assume sigle differenti a seconda della casa automobilistica che lo utilizza; Saab lo rinomina D308L, in Renault è noto come P9X ed in Opel come Y30DT.